# Herodoros von Herakleia
Herodoros von Herakleia war ein antiker griechischer Sophist und Mythograph aus Herakleia am Pontos. Er lebte in der ersten Hälfte des 4. Jahrhunderts v. Chr.
Herodoros ist der erste bekannte Herakleote, der literarischen Ruhm erntete. Seine einzelne Gestalten bzw. Themenkreise der griechischen Mythologie in großer Breite behandelnden, aber nur sehr fragmentarisch erhaltenen Schriften wurden häufig von späteren Kommentatoren neben Pherekydes und Hellanikos als Quelle herangezogen. Er war auch ein Vorläufer einer romanhaften Mythographie. Besonders gut kenntlich ist sein ausführliches Werk über Herakles, das mindestens 17 Bücher umfasste und in Ionisch niedergeschrieben war. Herodoros betrieb darin eine allegorisierende und rationalisierende Mythendeutung. Bezüglich der Wanderungen des Helden brachte er lange Ausführungen u. a. aus den Gebieten der Geographie, Ethnographie und Kosmologie. In anderen Schriften stellte er die Argonautensage und die Mythen um die Pelopiden dar.
Aristoteles entnahm einige zoologische Paradoxa aus Herodoros, dessen Argonautensage späteren Scholiasten als Quelle für Erläuterungen zum entsprechenden Werk des Apollonios von Rhodos diente. Unsicher ist hingegen das Ausmaß der Verwendung von Herodoros’ Schriften bei anderen Autoren wie Pseudo-Apollodor, Diodor im vierten Band seiner Universalgeschichte und lokalen Schriftstellern über Herakleia am Pontos wie Nymphis.
Ein Sohn des Herodoros war der Sophist Bryson.

## Ausgabe der Fragmente
- Felix Jacoby: Die Fragmente der griechischen Historiker (FGrH), Nr. 31.